# Стадион имени Зохура Ахмеда Чоудхури
Стадион области Читтагонг, в данное время более известен как Стадион имени Зохура Ахмеда Чоудхури (в честь бывшего министра труда страны) — спортивная арена, расположенная в городе Читтагонг на юго-востоке Бангладеш. Стадион стал местом для проведения матчей по Тест крикету 27 февраля 2006 года после проведения на нем тестового матча между Шри-Ланкой и Бангладеш.
Расположенный в получасе езды от центра города «стадион имени Зохура Ахмеда Чоудхури» был одной из пяти специально построенных арен к чемпионату мира 2004 года по крикету для участников не старше 19 лет. Окончательно получил международный статус в 2006 году после очередного визита сборной Шри-Ланки. Стадион представляет собой бетонную чашу с трёхъярусным павильоном, выполняющим роль координационного центра. Вместимость арены составляет более 20000 сидячих мест. Стадион также принял несколько матчей чемпионата мира по крикету в марте 2011 года.